# Gustaf Eksell
Gustaf Erik Eksell, född den 14 juli 1894 i Kisa församling, Östergötlands län, död den 21 september 1992 i Göteborg, var en svensk jurist.
Eksell avlade studentexamen i Linköping 1912 och juris kandidatexamen vid Stockholms högskola 1916. Han genomförde tingstjänstgöring i Ovansiljans och Falu domsagor 1917–1922. Eksell var förste rådman i Skara 1922–1928, borgmästare och notarius publicus där 1928–1940 samt häradshövding i Skånings, Valle och Vilske domsaga 1940–1943 och i Skarabygdens domsaga 1944–1961. Han var ordförande i byggnadsnämnden 1922–1940, landstingsman och ledamot av landstingets förvaltningsutskott 1938–1950, ordförande i kristidsstyrelsen 1939–1948, i styrelsen för Skaraborgs läns sparbank 1941 och i Skaraborgs och Älvsborgs läns sparbanksförening 1942–1955. Eksell blev riddare av Vasaorden 1941 och av Nordstjärneorden 1945 samt kommendör av sistnämnda orden 1956. Han vilar på Gamla kyrkogården i Skara.